# Cerco de Cota
O cerco de Cota foi uma ofensiva que fez parte dos conflitos luso-cingaleses, ocorrido de 1557 a 1558. Um exército de 50,000 homens do rei Madune de Ceitavaca sitiou durante 12 meses a cidade de Cota, capital do reino de Cota, defendida por uma força mista de portugueses e lascarins, comandados pelo capitão-mor D. Afonso Pereira de Lacerda. Recebidos reforços de Manar, os portugueses fizeram um surtida e obrigaram os atacantes a abandonar o cerco.

## Contexto
Os portugueses chegaram ao Ceilão em 1505 e firmaram relações comerciais com o reino de Cota. Em Colombo construíram uma fortaleza e guarneceram-na.
Em 1521, os três filhos do rei Vijayabahu VII amotinaram-se contra o pai, mataram-no e dividiram o reino entre si, evento que ficou conhecido como "a espoliação de Vijayabahu" (Vijayaba Kollaya). Ao filho mais velho, Buvanekabahi VII, coube o trono de Cota com toda a sua frente marítima e reinou com o título de imperador. O segundo filho recebeu o reino de Raigama e adoptou o título Raigama Bandara. O mais novo, que incitara a espoliação do seu pai, ficou com o reino de Ceitavaca e adoptou o nome Madune.
Falecido o Raigama Bendara em 1538, o rei Madune anexou o principado de Raigama e invadiu o reino de Cota. Com a ajuda dos portugueses, o rei Buvanekabahu VII rechaçou as investidas de Madune o que permitiu mais tarde a assinatura de uma paz, precária, entre os dois reinos.

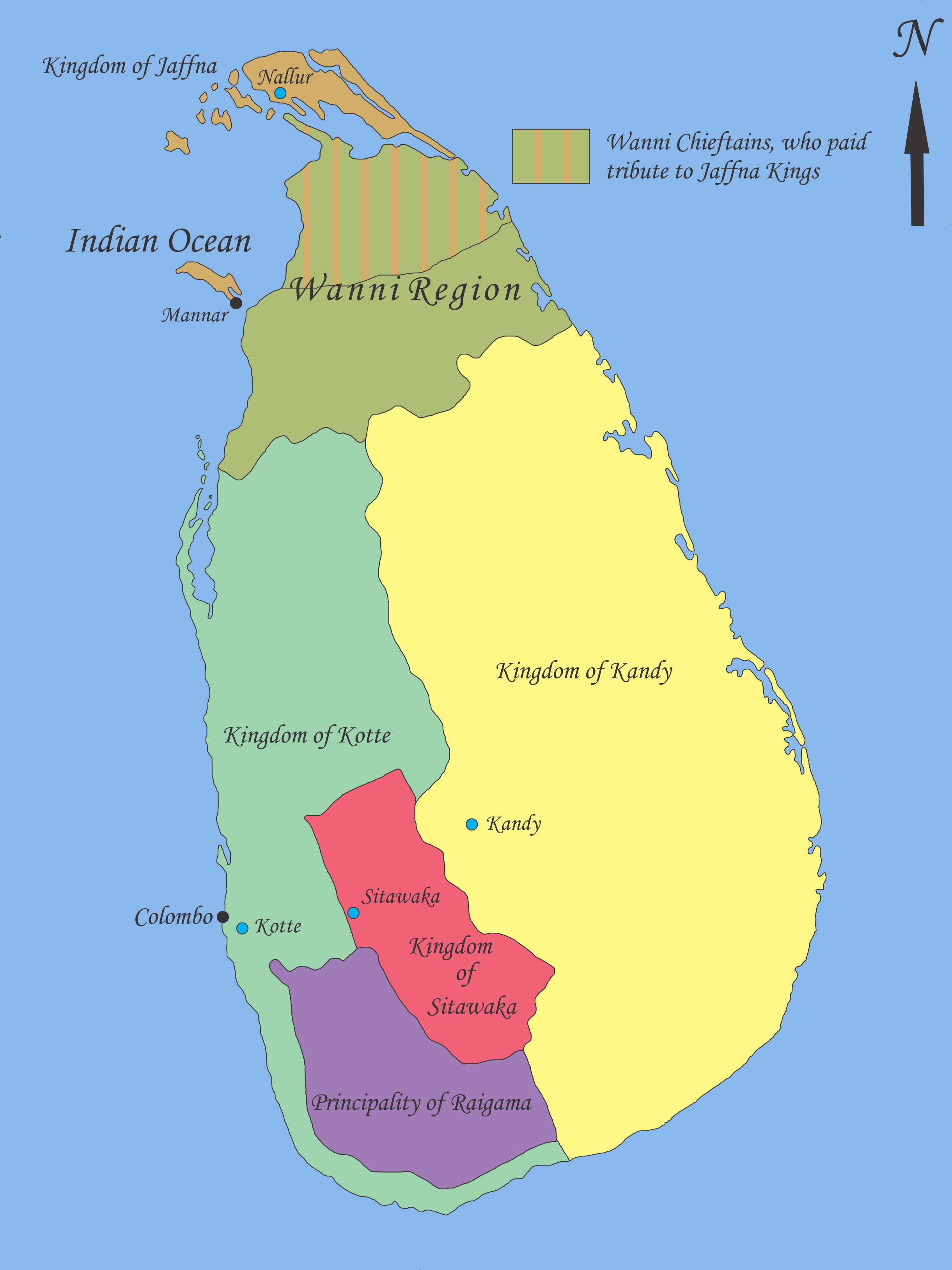
A situação política no Ceilão após o Espoliamento de Vijayabahu

Pretendiam os portugueses levar a cabo uma grande ofensiva contra o reino de Ceitavaca e neutralizar o ameaçador rei Madune. O rei Buvanekabahu VII porém, não apoiava os desígnios dos lusos; só queria a ajuda deles para efeitos defensivos. Morto Bhuvanekabahu em 1551, sucedeu-o no trono o rei Dharmapala, que era mais ou menos um fantoche sob a influência dos portugueses. Tornou-se um vassalo do rei D. João III e converteu-se ao cristianismo em 1557. Isto levou a descontentamento entre os cingaleses residentes de Cota mas os portugueses reprimiram um motim prendendo e enforcado os participantes, incluíndo 30 monges budistas.
Depois de consultado o seu conselho, o rei Madune proclamou-se herdeiro de Cota e apelou aos seus súbditos para que se juntassem à sua causa. Muitos chefes com os seus seguidores responderam ao apelo e desertaram para Ceitavaca. O Madune reuniu as suas tropas e, tomando a iniciativa invadiu o reino de Cota.

## As forças em oposição e as defesas de Cota
Compunham a hoste de Ceitavaca 50,000 homens divididos em 300 companhias e três batalhas. A vanguarda partiu de Ceitavaca a 10 de Novembro de 1557 sob a liderança do filho de Madune e futuro rei Rajasinha. Comandava o centro Panapitiya Mudali, que partiu a 15 de Novembro. A rectaguarda comandada pessoalmente pelo Madune saiu de Ceitavaca a 30 de Novembro de 1557. Estas forças avançaram lentamente em direcção a Cota, assegurando pelo caminho as rotas de abastecimento e estabelecendo postos militares.
Cota era a capital do Reino de Cota. Situava-se sobre uma colina triangular com o seu ponto mais elevado a norte. De ambos os lados protegia-a o canal de Kolonnawa e os seus afluentes, infestados de crocodilos. A área entre a terra firme e a água era um pântano que inundava quando chovia um pouco. No meio ficava a cidade e o palácio real, protegidos por muralhas de pedra laterita. Esta área era conhecida como Ethul Kotte ("Fortaleza Interior").
Um estreito istmo na base desta área triangular, protegido por um fosso, ligava-a a terra firme. Este istmo e a terra firme fora das muralhas era conhecida como Pita Kotte. Defendia as aproximações de Pita Kotte um pano de muralha e um fosso com uma ponte levadiça. Na estrada principal que ligava a cidade de Cota ao porto de Colombo ficava um vau conhecido como "passo de Ambalão".
Ao receber notícia da invasão, o capitão-mor D. Afonso Pereira de Lacerda chegou a Cote com 300 soldados portugueses acabados de vir de Goa, elevando assim o número de soldados portugueses a 480. Fora a guarda real de elite, pelo menos 9000 lascarins encontravam-se em Cota sob o comando de Francisco Barreto, tio do rei Dharmapala outrora conhecido como Tammita Suriya Bandara.
O capitão-mor Afonso Pereira de Lacerda rapidamente organizou as defesas de Cota com a ajuda dos residentes. 20 portugueses e 200 lascarins foram posicionados no vau de Ambolão; mais 40 portugueses e 400 lascarins no "vau dos Mosquitos" e 80 portugueses e 800 lascarins guardavam outros pontos de Pita Kotte. Mais 12 fustas armadas com falcões foram colocadas no lago. Eram navios rápidos com pouco calado e, por isso, capazes de patrulhar os canais.
O exército de Ceitavaca aproximou-se de Cota em finais de Novembro de 1557. O esquadrão de Tikiri Bandara posicionou-se a sul e a ocidente da cidade mas o acampamento principal destas tropas ficava a pouca distância a leste do lago. Panapitiya Mudali protegia o resto da área ao passo que o esquadrão do rei Madune ficou em reserva para fornecer reforços caso fossem necessários.

## Primeiros confrontos
O exército de Ceitavaca lançou o primeiro ataque contra a cidade assim que se posicionaram convenientemente. Sob o manto da escuridão nocturna, um destacamento comandado por Tikiri Bandara tentou aproximar-se das muralhas de Ethul Kotte a partir do ocidente. Foram, porém, dispersos pelo tiro de falcões. Uma força de 8000 lascarins comandada por Francisco Barreto (Tammita Suriya Bandara) e 80 portugueses liderados por Diogo de Melo montaram um contra-ataque chegada a manhã. Pouca resistência foi levantada contra este ataque surpresa e uma companhia de soldados comandada por Rui Dias Pereira penetrou no acampamento de Tikiri Bandara. Os portugueses capturaram o estandarte de Tikiri Bandara e quase o mataram; viram-se porém obrigados a recuar pois o Dias Pereira foi ferido mortalmente por uma seta envenenada no pescoço. Regressado Francisco Barreto a Cota, tinham morto muitos cingaleses de Ceitavaca sem terem sofrido muitas baixas.

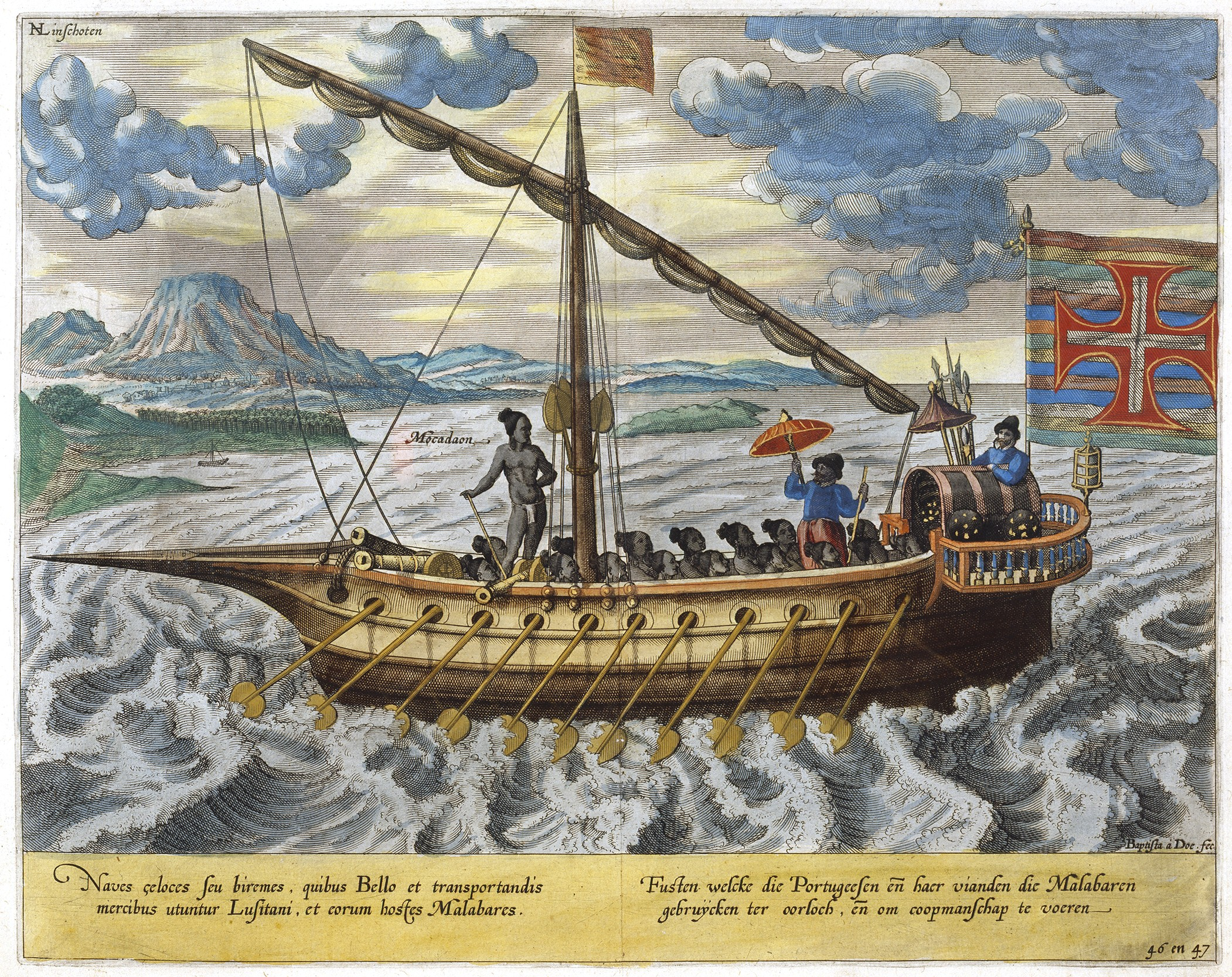
Fusta portuguesa - um navio ligeiro e rápido com pouco calado, movimentada a remos e velas

Durante o cerco, uma esquadrilha de 3 fustas comandadas por António Spínola, Fernão de Castro e Diogo Jusarte atacaram três aldeias perto do canal de Diywanna que se encontravam ocupadas por tropas de Ceitavaca. Porém, os portugueses foram obrigados a recuar por contra-ataques de Panapitiya Mudali.
Nos meses que se seguiram, Afonso Pereira de Lacerda procurou impedir que as tropas do Madune se aproximassem das muralhas da cidade, por via de numerosas surtidas. Não obstante, as tropas de Ceitavaca lograram impor um rigoroso bloqueio à cidade. Chegados a Agosto de 1558 escassearam as provisões e, segundo fontes portuguesas, chegaram a comer até as mais sórdidas das coisas. Discutida a questão com os seus homens, Afonso Pereira decidiu levar a cabo uma nova e decisiva surtida.

## Batalha junto ao lago

Bandeira de guerra portuguesa com a Cruz da Ordem de Cristo

Esta batalha foi travada próximo do lago para ocidente mas o local exacto da contenta está ainda por identificar. Três batalhas compunham a força dos portugueses: vanguarda, centro e rectaguarda. Cada uma destas formações tinha 100 soldados portugueses e 3000 lascarins, exepção feita à rectaguarda, que tinha um número ligeiramente menor de portugueses.
Esta força fez uma sortida a 20 de Agosto (dia de São Bernardo) cedo pela manhã mas não lograram surpreender os cingaleses. Ao perceber que os portugueses tentavam romper o cerco, Tikiri Bandara mandou os seus mosqueteiros e artilheiros cobrir o corpo principal da sua vanguarda. Entretanto, o rei Madune e Panapitiya Mudali apressaram-se ao local com reforços assim que souberam do ataque português.
As tropas portuguesas atacaram os mosqueteiros cingaleses e os artilheiros com a ajuda de tiros de metralha, disparados de dois falcões e causaram muitas baixas. A vanguarda cingalesa retirou-se e, satisfeitos com os resultados obtidos, a vanguarda e o centro português lançaram-se na sua perseguição. Esta carga quebrou, porém, a coesão das tropas portuguesas e abriu uma brecha entre elas e a rectaguarda. Subitamente a vanguarda e centro dos portugueses viram-se em risco de serem rodeados pelos homens de Tikiri Bandara. Ao aperceber-se da gravidade da situação, o capitão-mor Afonso Pereira de Lacerda pediu por duas vezes ajuda à rectaguarda com urgência.
Chegou entretanto Panapitiya Mudali com reforços. Ele colocou-se na brecha das tropas portuguesa e atacou a rectaguarda, comandada por Diogo de Melo Coutinho, impedindo-a assim de socorrer o corpo principal. Não obstante, o capitão Melo Coutinho logrou romper as linhas de Panapitiya Mudali e matá-lo. Ao verem o seu comandante morto, as tropas de Panapitiya abandonaram a contenda e fugiram. Foram perseguidos por 3000 lascarins mas estes foram, por sua vez, emboscados pelo rei Madune e os seus guerreiros. Muitos foram mortos e só alguns conseguiram juntar-se ao capitão Diogo de Melo novamente.
Agora já não dispunha o capitão Diogo de Melo da maioria dos seus auxiliares cingaleses nem de mais do que uma tropa gasta de portugueses. Mesmo assim conseguiu escorraçar os guerreiros de Ceitavaca e permitir à vanguarda e centro dos portugueses que se retirassem em direcção ao lago. As fustas cobriram a sua retirada com tiros de metralha que alvejaram tanto entre os cingaleses do Madune como os lascarins que combatiam na rectaguarda. Ripostaram os arqueiros cingaleses e 14 soldados portugueses foram mortos. Não obstante o tiro cerrado das fustas impediu o avanço dos cingaleses e permitiu aos portugueses retirarem-se para a cidade.

## Agosto-Novembro 1558
O falhanço na batalha do lago e a quantidade de baixas entre a soldadesca foi causa de grande descontentamento entre os portugueses. Os capitães portugueses punham em questão a autoridade do capitão-mor com mostras de rebelião. O capitão-mor Afonso Pereira de Lacerda pretendeu castigar o cabecilha por detrás do motim que se adivinhava mas revelaram os inquéritos que este não era outro senão Diogo de Melo Coutinho, herói da batalha. De forma a alcançar uma solução pacífica ele confrontou o Melo Coutinho em público e perguntou-lhe: "O que significa isto Diogo de Melo? Devo-lhe a minha vida e já que ma deu e salvou-me de tantos inimigos, não seja esta a ocasião de eu perdê-la". Estas palavras acalmaram a tensão entre os dois e os actos de insubordinação cessaram depois de ter o Diogo de Melo aceite e elogiado a liderança do capitão-mor Afonso Pereira de Lacerda.
Entretanto, as notícias da derrota junto ao lago chegaram à fortaleza de São Jorge na ilha de Manar e entrou em circulação o boato de que o capitão-mor havia morrido. O comandante desta guarnição era o capitão Jorge de Melo (de alcunha "o Primeiro"). Sem meios de verificar os rumores, reuniu as tropas e dirigiu-se a Cota. Lograram romper o cerco e alcançar a cidade, para grande alívio do capitão-mor Pereira de Lacerda.

## Batalha do Vau de Ambolão e fim do cerco
Chegados a Novembro de 1558 o capitão-mor Pereira de Lacerda decidiu levar a cabo um novo ataque contra o exército do Madune, com os reforços que entretanto lhe chegaram. Desta vez determinou atacar o vau de Ambolão, defendido pelos guerreiros do Tikiri Bandara. Compunham o ataque português 370 soldados e 7000 lascarins, dispostos em três batalhas: a dianteira, comandada por Diogo de Melo Coutinho, a vanguarda, comandada por Jorge de Melo e rectaguarda, comandada pelo capitão-mor Pereira de Lacerda em pessoa. Devido à carência de soldados, nas campanhas do Ceilão os portugueses usavam estes termos militares alternativos em vez de vanguarda, centro e rectaguarda respectivamente, mais normais.
Os cingaleses avistaram os portugueses com antecedência e por isso encontravam-se preparados quando se deu o ataque. Ambos os lados partiram à carga depois de uma breve escaramuça e reduziu-se a batalha a um intenso combate corpo-a-corpo. A pouco e pouco os portugueses ganharam a vantagem e os esquadrões de Tikiri Bandara abandonaram o campo de batalha.
O Madune compreendeu que era-lhe impossível impor um bloqueio à cidade sem controlar o vau de Ambolão e por isso decidiu abandonar o cerco. O corpo principal do exército de Ceitavaca retirou-se para Kaduwela. ao passo que o Madune retirou-se para a grande estacada de Mapitigama com as suas tropas.

## Rescaldo
Para comemorar esta vitória, foi feita uma procissão na cidade com os estandartes de São Francisco Xavier, Santiago, São Bernardo, entre outros. Entretanto, os portugueses começaram a planear uma invasão contra Ceitavaca mas o capitão-mor Pereira Lacerda adoeceu gravemente com malária. O vice-rei em Goa enviou, por isso, D. Jorge de Meneses Baroche, comandante veterano, para o Ceilão a substituí-lo. Sucedeu no cargo em Maio de 1559 e marchou de imediato contra a "Tranqueira Grande de Mapitigama", resultando isto na Batalha de Mulleriyawa.